# Joseph Anthony Mower
Joseph Anthony Mower (22 août 1827 à Woodstock dans le comté de Windsor, État du Vermont – 6 janvier 1870 à La Nouvelle-Orléans, État de Louisiane) fut un général de l'Armée de l'Union durant la guerre de Sécession. Il est enterré dans le cimetière national d'Arlington en Virginie.

## Avant la guerre
Joseph Anthony Mower, après avoir tenté une scolarité à l'université, il devient charpentier. Il s'engage en tant que soldat le 29 mars 1847 et est libéré le 25 juillet 1848. Il se réengage en tant que second lieutenant le 18 juin 1855 dans le 1st U.S. Infantry. Il est promu premier lieutenant le 13 mars 1857.

## Guerre de Sécession
Joseph Anthony Mower est promu capitaine, peu après le début du conflit, le 9 septembre 1861.
Il est promu colonel des volontaires dans le 11th Missouri Infantry le 3 mai 1862. Joseph Anthony Mower est breveté commandant le 9 mai 1862  pour « bravoure et service méritant » à la bataille de Farmington et promu lieutenant colonel le 19 septembre 1862 pour « bravoure et service méritant » à la bataille d'Iuka. Il est blessé lors de la bataille de Corinth et est fait prisonnier. Il est libéré sur parole.
Il est promu brigadier général des volontaires le 29 novembre 1862.
Il commande le XV corps de l'armée du Tennessee pendant la campagne de Vicksburg. Le 14 mai 1863, il est promu colonel « bravoure et service méritant » pour la prise de Jackson. Il participe à l'attaque de fort DeRussy le 14 mars 1864. En 1864, il participe à la campagne de Red River en Louisiane. Lors de cette dernière, il commande, le 18 mai, la force de l'Union lors de la bataille de Yellow Bayou qui clot la campagne et permet au général Nathaniel P. Banks de  mettre à l'abri derrière la rivière Atchafalaya son armée.
Il est promu major général des volontaires le 12 août 1864.
Il participe à l'opposition contre le raid dans le Missouri de Sterling Price et à la marche de Sherman vers la mer. Il prend alors le commandement du XX Corps au début de la campagne des Carolines.

## Après la guerre
Joseph Anthony Mower quitte le service actif des volontaires le 1er février 1866 et rejoint l'armée régulière le 28 juillet 1866 en tant que colonel dans le 39th U.S. Infantry.
Il succombe d'une pneumonie.